# Acanthoisis wrastica
Acanthoisis wrastica is een zachte koraalsoort uit de familie Isididae. De koraalsoort komt uit het geslacht Acanthoisis. Acanthoisis wrastica werd in 1998 voor het eerst wetenschappelijk beschreven door Alderslade. 